# Andrejowicz
Andrejowicz – polski herb szlachecki, prawdopodobnie pochodzenia tatarskiego.

## Opis herbu
Opis zgodnie z klasycznymi regułami blazonowania:
W polu barwy niewiadomej tamga Tatarów krymskich barwy niewiadomej na opak nad takimż półksiężycem. 
Klejnot: Trzy pióra strusie. 
Labry barwy niewiadomej.

## Najwcześniejsze wzmianki
Z 1569 roku pochodzi wzmianka o Wasylu Andrejowiczu.

## Herbowni
Andrejowicz.